# صنایع خلاق
صنایع خلاق، صنایعی هستند که اساس آن‌ها ایجاد و انتشار دانش و اطلاعات است. ریشه این مفهوم به صنایع فرهنگی بازمی‌گردد که در طی زمان و با انقلاب فناوری اطلاعات و ارتباطات امروزه در قالب صنایعی چون سینما، نرم‌افزار، موسیقی، پویانمایی، بازی رایانه‌ای و… ظهور می‌یابد.
صنایع خلاق ۳ درصد از تولید ناخالص داخلی جهان را تشکیل می‌دهند؛ اما این سهم به سرعت در حال تغییر است زیرا اقتصاد خلاق در مقیاس جهانی سالانه ۹ درصد و در کشورهای در حال توسعه ۱۲ درصد رشد می‌کند. ارزش بازار جهانی کالاهای خلاقانه از ۲۰۸ میلیارد دلار در سال ۲۰۰۲ به ۵۰۹ میلیارد دلار در سال ۲۰۱۵ یعنی ۵/۲ برابر شده است؛ همچنین این صنعت دارای افزایش نرخ رشد صادرات بیش از ۷ درصد طی ۱۳ سال است. بر اساس پیش‌بینی‌های اخیر، اقتصاد خلاق حدود ۱۰ درصد از تولید ناخالص داخلی جهانی را در سال‌های آینده تأمین خواهد کرد.
ارزش جهانی گردش مالی صنایع خلاق در حدود ۲۲۵۰ میلیارد دلار مطابق تحلیل سازمان ملل در سال ۲۰۱۳ تخمین زده شده است. همین گزارش پیش‌بینی می‌کند اقتصاد خلاق تا سال ۲۰۲۳ با ۱۰۰۰ میلیارد دلار رشد به حدود ۳۲۵۰ میلیارد دلار رسیده و بازارهای نوظهور ایجاد کننده اشتغال به‌طور مستقیم و غیرمستقیم برای جمعیتی حدود ۳۳۰ میلیون نفر باشند.
خلاقیت و فرهنگ به‌عنوان پشتیبان و زیرساخت گفتگو و تفاهم بین مردم، به‌عنوان توانمندسازی مردم برای به دست گرفتن مالکیت توسعه خود و به عنوان مبنایی برای نوآوری که می‌تواند باعث رشد فراگیر و پایدار شود، شناخته می‌شوند. تلاش‌های دولت‌ها، جامعه مدنی، بخش خصوصی و سازمان‌های بین‌المللی در بعد جدید، اهمیت اقتصاد خلاق را به‌عنوان بخشی از توسعه و رشد جهانی برجسته می‌کند.
اهمیت فرهنگ که ارزش‌های آن از طریق تلاش خلاقانه منتقل می‌شود، در دوران ما اهمیت زیادی دارد. سرمایه‌گذاری تأثیرگذار به ویژه در صنایع خلاق و فرهنگی، روش‌ها و شاخص‌های جدیدی را برای سرمایه‌ گذاران و کسب‌وکارها پیشنهاد و ایجاد می‌کند. در این دیدگاه نوین سرمایه‌ گذاری در صنایع خلاق تصمیم‌ گیری را از صرف درآمدزایی به سمت بهبود زندگی، حفاظت از کره زمین و فرهنگ تغییر می‌دهد.

## ریشه‌های مفهوم
لفظ صنعت فرهنگ را اولین بار آدورنو و هورکهایمر در کتاب دیالکتیک روشنگری به کار بردند. از نظر این دو، صنعت فرهنگ وسیله‌ای برای فریب توده‌ها و ارائه پیامی یکسان توسط رادیو و سینما به توده مردم است. این امر منجر به توجه یونسکو به این صنایع و توجه به مسائلی چون حقوق هنرمندان و مقابله با هژمونی رسانه‌ای کشورهایی چون آمریکا شد و بسیاری از مباحث آن در مطالعات رسانه و اقتصاد سیاسی رسانه پیگیری شد.

## وضعیت صنایع خلاق در دنیا
امروزه صنایع فرهنگی و خلاق در بسیاری از کشورها مورد توجه قرار گرفته‌اند. انگلستان سیاست‌های صنایع خلاق را برای پیشرو شدن در این صنایع مشخص می‌نماید، کره جنوبی شعار فرهنگی انتخاب نموده و با محصولات فرهنگی خود موج کره‌ای را راه می‌اندازد و استرالیا نیز صنایع فرهنگی و خلاق را پیشران توسعه خود قرار می‌دهد.

## وضعیت ایران در صنایع خلاق
در چارچوب سیاست‌های کلی تحول اقتصادی و قانون جهش تولید دانش‌بنیان مبنی بر تقویت و ضرورت توجه به صنایع خلاق، فناوری‌های نرم و علوم انسانی، فناوری‌های نرم و صنایع خلاق یکی از محورها و رسالت‌های اصلی فعالیت معاونت علمی، فناوری و اقتصاد دانش‌بنیان می‌باشد.
براساس تبصره بند ب ماده ۶ قانون جهش تولید دانش بنیان، واحدهای خلاق، افراد حقیقی و حقوقی غیردولتی هستند که در حوزه صنایع فرهنگی و علوم انسانی و اجتماعی فعالیت دارند و از مهارت های انسانی، نوآوری و فناوری های جدید برخوردار هستند و نسبت به ارائه محصولات نوآورانه و فناورانه و با بهره گیری از الگوهای جدید کسب و کار اقدام می کنند.
همچنین طبق این بند، دستگاه‌های اجرایی موضوع ماده ۵ قانون مدیریت خدمات کشوری مجاز هستند املاک، زمین و ساختمان های خود را برای استقرار شرکت ها و مؤسسات دانش بنیان، پارک‌های علم و فناوری، سراهای نوآوری دانشگاه آزاد اسلامی و واحدهای خلاق، بدون واگذاری مالکیت، طبق قوانین و مقررات در اختیار آنها قرار دهند.
بر اساس این آیین نامه واحدهای خالق، افراد حقیقی و حقوقی غیردولتی هستند که در حوزه صنایع فرهنگی و علوم انسانی و اجتماعی فعالیت دارند و از مهارت های انسانی، نوآوری و فناوری های جدید برخوردار هستند و نسبت به ارائه محصولات کالا و خدمات(نوآورانه و فناورانه و یا بهره برداری از الگوهای جدید کسب وکار اقدام می کنند. تشخیص مصادیق واحدهای واجد شرایط فوق برعهده معاونت علمی، فناوری و اقتصاد دانش بنیان ریاست جمهوری است.
در ادامه این آیین نامه آمده است: این واحدها که دارای جوهره رشد بر پایه نوآوری برای ارائه و توسعه محصولات و خدمات جدید و مدل های نوین کسب و کار هستند بخش قابل توجهی از اقتصاد جهان را تشکیل می دهند و به دلیل اشتغال بیش از ۵۰ درصد ظرفیت نظام آموزش عالی در رشته های علوم انسانی و هنر و همچنین نفوذ فراگیر این حوزه ها در سطح جامعه، مزیت های قابل توجهی در ایجاد اشتغال برای نیروی جوان، نوآور، خلاق و تحصیل کرده و توسعه پایدار اجتماعی، فرهنگی و اقتصادی دارند.
برطبق این آیین‌نامه؛ «سند ملی توسعه فناوری های فرهنگی و نرم» و «قانون جهش تولید دانش بنیان» دو مرجع قانونی تعیین مصادیق و طراحی حمایت ها و خدمات این دسته از کسب و کارها هستند. در این سند مسولیت دبیرخانه امور بررسی صلاحیت واحدهای خلاق و مراجع تشخیص صلاحیت به ستاد فناوری های نرم و توسعه صنایع خلاق واگذار شده است.»
سهم ایران از بازار وسیع این صنایع در دنیا بسیار کم است به گونه‌ای که در بسیاری از حوزه‌ها ایرانیان تنها مصرف‌کنندگان محصولات فرهنگی هستند، خصوصاً در حوزه‌های فناورانه این صنایع مانند پویانمایی و بازی‌های رایانه‌ای. با این وجود چندی است شور و شوق بسیاری در کارآفرینی و نوآوری در این صنایع در کشور مشاهده می‌شود به گونه‌ای که از یک‌سو بازی‌ها و پویانمایی‌های ایرانی به تدریج جای خود را میان مخاطبان می‌گشایند و از سوی دیگر نهادهای حمایتگری مانند ستاد توسعه فناوری‌های نرم و هویت‌ساز معاونت علم و فناوری ریاست جمهوری و مراکز حمایت از کارآفرینی در قالب مراکز نوآوری و مراکز شکوفایی یکی یکی شکل گرفته و مورد توجه قرار می‌گیرند.

## واحد های خلاق
واحد های خلاق، اشخاص حقیقی و حقوقی غیر دولتی هستند که در حوزه صنایع خلاق، فرهنگی، علوم اجتماعی و علوم انسانی فعالیت دارند و از مهارت های انسانی، نوآوری و فناوری های نوین برخوردار هستند و نسبت به ارائه محصولات (کالا و خدمات) نوآورانه و یا با بهره برداری از فناوری های نوین و الگوهای جدید کسب و کار اقدام می نمایند.

### این واحدها شامل دو بخش اصلی می باشند:
شرکت ها و موسسات خلاق: اشخاص حقوقی غیر دولتی (شرکت‌ها و مؤسسات خصوصی) هستند که در حوزه صنایع خلاق، فرهنگی، علوم اجتماعی و انسانی فعالیت دارند و از مهارت های انسانی، نوآوری و فناوری های نوین برخوردار هستند و نسبت به ارائه محصولات (کالا و خدمات) نوآورانه و یا با بهره برداری از فناوری های نوین و الگوهای جدید کسب و کار اقدام می نمایند.
اشخاص خلاق: اشخاص حقیقی که در حوزه صنایع خلاق، فرهنگی، علوم اجتماعی و انسانی فعالیت دارند و از مهارت، نوآوری و تجربه در این زمینه برخوردار هستند و از دانش و مهارت خود در زمینه کسب و کار در حوزه های تخصصی صنایع خلاق به گونه ای اثربخش بهره برداری می نمایند.

## خانه خلاق و نوآوری
در چارچوب سیاست ها و اهداف معاونت علمی، فناوری و اقتصاد دانش بنیان ریاست جمهوری، ستاد فناوری های نرم و  صنایع خلاق و برنامه توسعه زیست بوم شرکت های خلاق مبنی بر کمک به توسعه اقتصاد خلاق از طریق حمایت از شکل گیری و توسعه طرح و کسب و کارهای مبتنی بر خلاقیت، نوآوری و فناوری یکی از برنامه های اجرایی، حمایت از ایجاد و توسعه زیرساخت های توسعه دهنده صنایع خلاق می باشد.
در این زمینه خانه های خلاق و نوآوری به عنوان یکی از هسته های مهم کمک به تسهیل و تسریع ایده و طرح های خلاقانه، نوآورانه و تیم های آنها برای ایجاد کسب و کار و تجاری سازی محصولاتشان می باشد که برنامه آن توسط معاونت علمی، فناوری و اقتصاد دانش بنیان ریاست جمهوری طرح ریزی و در مرحله اجرایی قرار گرفت.

### برنامه خانه خلاق و نوآوری شامل موارد زیر است:
- ارائه خدمات زیرساخت و استقرار
- ارائه خدمات تجاری سازی، توسعه بازار، بازارسازی
- مشاوره تجاری سازی
- آموزش عملی و حل مساله برای توسعه طرح و شرکت های نوپا برای راه اندازی کسب و کارهای خلاق

خانه های خلاق و نوآوری، بعنوان پلتفرم اصلی معاونت علمی، فناوری و اقتصاد دانش‌بنیان، مسئول تحقق زیست بوم فناوری های فرهنگی و صنایع خلاق در کشور هستند که این امر از طریق سیاست گذاری، تسهیل گری و حمایت از شکل گیری شرکت های خلاق و نوآور از طریق کمک به ایجاد زیرساخت، تسهیلات مالی، مشاوره، توامندسازی و حمایت های معنوی در توسعه محصول و بازار فناوری های نرم و صنایع خلاق می باشد.